# Avelino J. Gonzalez
Avelino Juanes Gonzalez (* um 1950) ist ein US-amerikanischer Elektroingenieur und Hochschullehrer.

## Ausbildung
Gonzalez lernte am Miami-Dade Junior College und schloss seine Ausbildung dort mit dem Associate of Arts ab. Danach studierte er Elektrotechnik an der University of Miami, wo er seinen Bachelor und Master machte. Er promovierte 1979 an der University of Pittsburgh auf dem Gebiet der Elektrotechnik.

## Beruf
Gonzalez arbeitete für die Westinghouse Electric Corporation, wo er führend an der Entwicklung des GenAID-Systems beteiligt war. GenAID war das erste kommerzielle KI-Produkt.
2009 leitete Gonzalez zusammen mit Jason Leigh das Projekt LifeLike zur Erstellung einer wirklichkeitsnahen 3-D-Simulation eines menschlichen Gesprächspartners.
Er war Leiter des Programms für Internationales Ingenieurwesen der University of Central Florida. Gonzalez ist emeritierter Professor in der Abteilung Elektrotechnik und Computerwissenschaft der University of Central Florida. Er ist Mitglied der Institute of Electrical and Electronics Engineers (IEEE).

## Forschungsinteressen
Gonzalez forscht auf dem Gebiet der intelligenten Systeme, des maschinellen Lernens und der KI-gestützten Simulation von Gesprächspartnern.

## Veröffentlichungen (Auswahl)

### Bücher (Auswahl)
- Avelino J. Gonzalez: Computer Programming in C for Beginners, Springer, 2020, ISBN 978-3-030-50749-7
- Patrick Brézillon, Avelino J. Gonzalez: Context in Computing: a Cross-Disciplinary Approach for Modeling the Real World, Springer, 2014, ISBN 978-1-4939-1886-7
- Irma Becerra-Fernandez, Avelino J. Gonzalez und Rajiv Sabherwal: Knowledge management: Challenges, Solutions, and Technologies, Prentice Hall, 2003, ISBN 978-0-13-101606-4
- Avelino J. Gonzalez, Douglas D. Dankel: The Engineering of Knowledge-Based Systems: Theory and Practice, Pearson, 1993, ISBN 978-0-13-276940-2

### Artikel (Auswahl)
- Brooke Bottoni, Yasmine Moolenaar, Anthony Hevia, Thomas Anchor, Kyle Benko, Rainer Knauf, Klaus Peter Jantke, Avelino Gonzalez, Annie Wu: Character Depth and Sentence Diversification in Automated Narrative Generation. In: Proceedings of the 33rd International FLAIRS Conference (FLAIRS-33). AAAI, 2020, pp. 21–26, ISBN 978-1-57735-821-3. (online)
- Miguel Elvir, Avelino J. Gonzalez, Christopher Walls, Bryan Wilder: Remembering a Conversation – A Conversational Memory Architecture for Embodied Conversational Agents, 2017, Journal of Intelligent Systems, S. 1–21, doi:10.1515/jisys-2015-0094
- Avelino J. Gonzalez, Jason Leigh, Ronald F. DeMara, Andrew Johnson, Steven Jones, Sangyoon Lee, Victor Hung, Luc Renambot, Carlos Leon-Barth, Maxine Brown, Miguel Elvir, James Hollister und Steven Kobosko: Passing an Enhanced Turing Test – Interacting with Lifelike Computer Representations of Specific Individuals, De Gruyter, Journal of Intelligent Systems 2013; 22, S. 365–415, doi:10.1515/jisys-2013-0016 online
- Avelino J. Gonzalez, R. Knauf, K. Jantke: Composing tactical agents through contextual storyboards, Computer Science, 2010 online
- K. Jantke, R. Knauf, Avelino J. Gonzalez: Storyboarding for Playful Learning, 2006